# Antoine Constant
Antoine Constant (Roux-Miroir, 7 augustus 1749 - Doornik, 18 februari 1799) was een Zuid-Nederlands verzetsstrijder die bekend werd tijdens de Boerenkrijg.

## Biografie

### Jeugd
Constant werd geboren als zoon van een notaris en bezat hofsteden en landerijen. Hij had de reputatie een kwajongen te zijn. Op 4 augustus 1776 werd hij in Geldenaken zelfs tot enkele weken celstraf veroordeeld wegens ordeverstoring tijdens een schietwedstrijd. Hij beweerde namelijk dat een van de kandidaten had vals gespeeld en toen niemand hem wilde geloven, werd hij agressief. Zijn broer, notaris in Roux-Miroir, spande voor de Raad van Brabant een proces in tegen de baljuw van Geldenaken, om tegen Antoines arrestatie te protesteren Toen deze weer vrijkwam, dwong zijn vader hem te huwen. Op 10 november 1777 trouwde Constant met Anne-Isabelle du Bois en werd herenboer.

### Brabantse Omwenteling
Toen de Brabantse Omwenteling uitbrak bracht Constant een vrijwilligerskorps op de been. Hij werd bevorderd tot eerste luitenant bij de cavalerie, maar toen de opstand in 1790 weer uitdoofde trok hij zich terug in Roux-Miroir waar hij letterkundige werd. Op 24 december 1795 werd hij tegen zijn zin tot muncipaal agent van Roux-Miroir benoemd. Vanuit deze positie kon hij echter de gewapende opstand van Charles De Loupoigne organiseren en steunen, wat hij de komende jaren illegaal deed. Op 3 november 1797 vaardigden de Franse autoriteiten een arrestatiebevel tegen Constant uit. Omdat hij echter niet thuis was ging men over tot een huiszoeking. Constant probeerde hierop via een petitie van de bewoners van Roux-Miroir zijn onschuld aan te tonen.

## Boerenkrijg
Op 26 november 1798 sloot Constant zich aan bij de Boerenkrijg en voegde zich bij het hoofdleger van de brigands. Tijdens de Slag bij Hasselt werd hij echter krijgsgevangene gemaakt, ter dood veroordeeld en op 18 februari 1799 gefusilleerd.

## Bron
- MARTENS, Erik, “De Boerenkrijg in Brabant (1798-1799). De opstand van het jaar 7 in het Dijledepartement”, Uitgeverij De Krijger, 2005, pp. 45–48, 123, 139-143